# Death Parade
Death Parade (デス・パレード Desu Parēdo?, lit. Desfile de la muerte) es una serie de anime creada, escrita y dirigida por Yuzuru Tachikawa y producida por Madhouse. La serie surgió de un cortometraje, Death Billiards (デス・ビリヤード Desu Biriyādo?), que originalmente fue producido por Madhouse para el Anime Mirai 2013 del Young Animator Training Project y lanzado el 2 de marzo de 2013. Se emitió en Japón entre el 9 de enero y el 27 de marzo de 2015.

## Argumento
Cada vez que alguien muere, las almas de las personas son enviadas a uno de los muchos bares misteriosos, administrados por camareros que sirven como árbitros dentro de una torre en el más allá. Allí, deben participar en los Juegos de la Muerte, poniendo sus almas en juego, cuyos resultados revelan qué secretos los llevaron a su situación y cuál será su destino después, con los árbitros juzgando si sus almas serán enviadas para la reencarnación o desterradas dentro del vacío. La serie sigue a Decim, el barman solitario del bar, donde se envía a las personas que murieron al mismo tiempo, conocido como el bar Quindecim, cuyo papel es juzgar a estas almas, esto cambia al conocer a una curiosa mujer de cabello negro.

## Personajes

### Personajes principales
Decim (デキム Dekimu?)
 Seiyū: Tomoaki Maeno
El cantinero del bar Quindecim (ubicado en el piso 15) que supervisa los Juegos de la Muerte. Su pasatiempo es hacer maniquíes que se asemejan a los invitados que ha juzgado previamente. Se afirma que no tiene emociones humanas; sin embargo, él es el primer muñeco o títere en recibir emociones humanas por las propias razones de Nona.
Chiyuki (知幸 Chiyuki?)
 Seiyū: Asami Seto
Un humano que inicialmente no recuerda su vida o su nombre real y simplemente es conocida como «mujer de cabello negro» (黒髪の女 kurokami no onna?). Ella trabaja como asistente en Quindecim, aprendiendo los métodos que usan los árbitros para juzgar las almas humanas.

### Otros árbitros
nona (ノーナ Nōna?)
 Seiyū: Rumi Ōkubo

Ginti (ギンティ Ginti?)
 Seiyū: Yoshimasa Hosoya

Clavis (クラヴィス Kuravisu?)
 Seiyū: Kōki Uchiyama

Quin (クイーン Kuīn?)
 Seiyū: Ryōko Shiraishi

Castra (カストラ Kasutora?)
 Seiyū: Ryōka Yuzuki

Oculus (オクルス Okurusu?)
 Seiyū: Tesshō Genda

### Jugadores
Hombre (男 Otoko?)
Seiyū: Yūichi Nakamura

Anciano (老人 Rōjin?)
 Seiyū: Jun Hazumi

Takashi (たかし Takashi?)
 Seiyū: Kazuya Nakai

Machiko (真智子 Machiko?)
 Seiyū: Ayako Kawasumi

Shigeru Miura (三浦 しげる Miura Shigeru?)
 Seiyū: Junji Majima, Lynn (joven)

Mai Takada (高田 舞 Takada Mai?)
Seiyū: M.A.O., Yuna Taniguchi (joven)

Chisato Miyazaki (みやざき ちさと Miyazaki Chisato?)
 Seiyū: Marie Hatanaka (joven)

Misaki Tachibana (橘みさき Tachibana Misaki?)
Seiyū: Yuriko Yamaguchi

Yousuke Tateishi (立石 洋介 Tateishi Yousuke?)
 Seiyū: Masakazu Morita

Mayu Arita (有田 マユ Arita Mayu?)
 Seiyū: Atsumi Tanezaki

Harada (原田?)
 Seiyū: Mamoru Miyano

Shimada (島田?)
 Seiyū: Takahiro Sakurai

Tatsumi (辰巳?)
 Seiyū: Keiji Fujiwara

Sachiko Uemura (上村 幸子 Uemura Sachiko?)
 Seiyū: Ikuko Tani

### Cameos
light Yagami (夜神月 Yagami Raito?)
(Cameo en el episodio 11)

## Medios

### Death Billiards
Death Billiards fue producido por Madhouse como parte del proyecto Anime Mirai 2013 del Young Animator Training Project, que financia a jóvenes animadores, junto con otros cortometrajes de Trigger, Zexcs y Gonzo. Death Billiards y los otros cortos recibieron 38 millones de yenes de la Asociación de creadores de animación japonesa, que recibe fondos de la Agencia para Asuntos Culturales del gobierno japonés. El corto fue creado, dirigido y escrito por Yuzuru Tachikawa, que, junto con los otros cortos de Anime Mirai, se estrenó en 14 salas de cine japonesas el 2 de marzo de 2013.

### Death Parade
Una serie de anime basada en el corto Death Parade, fue emitida en Japón por Nippon TV y otros canales entre el 9 de enero y el 27 de marzo de 2015. Producida por NTV, VAP y Madhouse, la serie fue creada, escrita y dirigida por Yuzuru Tachikawa, con Shinichi Kurita diseñando los personajes y Yuki Hayashi componiendo la música. El tema de apertura es Flyers de Bradio mientras que el tema de cierre es Last Theater de NoisyCell.
| N.º | Título                                                                                                 | Fecha de emisión original |
| --- | --- | ------------------------- |
| 1   | «Siete dardos de la muerte» Transcripción: «Desu Sebun Dātsu» (en japonés: デス・セブンダーツ)         | 9 de enero de 2015        |
| 2   | «Muerte inversa» Transcripción: «Desu Ribāsu» (en japonés: デス・リバース)                             | 16 de enero de 2015       |
| 3   | «Balada rodante» Transcripción: «Rōringu Barādo» (en japonés: ローリング・バラード)                    | 23 de enero de 2015       |
| 4   | «Arcade de la muerte» Transcripción: «Desu Ākēdo» (en japonés: デス・アーケード)                       | 30 de enero de 2015       |
| 5   | «Marcha de la muerte» Transcripción: «Desu Māchi» (en japonés: デス・マーチ)                           | 6 de febrero de 2015      |
| 6   | «Ataque al corazón cruzado» Transcripción: «Kurosu Hāto Atakku» (en japonés: クロス・ハート・アタック) | 13 de febrero de 2015     |
| 7   | «Veneno de alcohol» Transcripción: «Arukōru Poizun» (en japonés: アルコール・ポイズン)                 | 20 de febrero de 2015     |
| 8   | «Reunión de la muerte» Transcripción: «Desu Rarī» (en japonés: デス・ラリー)                           | 27 de febrero de 2015     |
| 9   | «Contador de muertes» Transcripción: «Desu Kauntā» (en japonés: デス・カウンター)                      | 6 de marzo de 2015        |
| 10  | «Cuenta cuentos» Transcripción: «Sutōrī Terā» (en japonés: ストーリー・テラー)                         | 13 de marzo de 2015       |
| 11  | «Memento Mori» Transcripción: «Memento Mori» (en japonés: メメント·モリ)                               | 20 de marzo de 2015       |
| 12  | «Tour suicida» Transcripción: «Sūsaido Tsuā» (en japonés: スーサイド·ツアー)                           | 27 de marzo de 2015       |

## Recepción
Una encuesta realizada en el servicio japonés de intercambio de videos Niconico al final de la temporada de anime de invierno 2015, calificó a Death Parade como el noveno anime favorito de los usuarios de esa temporada. IGN incluyó a Death Parade entre las mejores series de anime de los años 2010.